# Humboldt-Forum Wirtschaft
Das Humboldt-Forum Wirtschaft e. V. (HUFW) ist eine studentische Initiative in Berlin, die seit 2001 jährlich ein Wirtschaftssymposium an der Humboldt-Universität zu Berlin organisiert. Es versteht sich als interuniversitäres und interdisziplinäres Forum, das wirtschaftliche Fragestellungen an der Schnittstelle von Wissenschaft und Gesellschaft, von Politik und Wirtschaft diskutiert.

## Geschichte
Aus einer Gruppe von Wirtschaftsstudenten der Humboldt-Universität wurde im Herbst 2000 das Humboldt-Forum Wirtschaft gegründet. Sie verband die Idee, ein Symposium zu organisieren, in dessen Rahmen sich Studierende über den Vorlesungsstoff hinaus und im Dialog mit Praktikern aus Unternehmen und Politik mit ökonomischen Themen befassen können. Das HUFW-Symposium findet in der Regel im Mai statt (Ausnahme: 2007 im November). Von 2004 bis 2006 wurde zum Symposiumsthema zusätzlich ein Essaywettbewerb ausgeschrieben. Neben dem Symposium werden inzwischen im Laufe des Jahres auch andere, kleinere Veranstaltungen organisiert, wie der ZEIT-Campus-Dialog (in Kooperation mit Die Zeit), die Johanna-Quandt-Vorlesungsreihe (in Kooperation mit der Herbert-Quandt-Stiftung, der Altana AG sowie der BMW Stiftung Herbert Quandt) oder Workshops (z. B. mit der Strategieberatung Bain & Company). Seit Herbst 2015 wird in halbjährlichem Rhythmus ein Start-Up Hopping organisiert, bei welchem Studenten Einblicke in neu gegründete Berliner Unternehmen gewährt werden soll.

## Symposien
- 2001: „Wirtschaft und Ethik – ein Widerspruch in sich?“
- 2002: „Die Ökonomie der Freiheit“ Schirmherr Romano Prodi, Referenten: Wolfgang Thierse, Guido Westerwelle, Heiner Flassbeck, Thomas Fricke, Jürgen Mlynek, Gesine Schwan, Roger de Weck, Christoph Zöpel, Sebastian Turner
- 2003: „Über morgen. Zeithorizonte in Unternehmen, Politik und ökonomischer Theorie“' Referenten: Heidemarie Wieczorek-Zeul, Heinz Putzhammer, Heinz Dürr, Christoph Keese, Harald Uhlig
- 2004: „Besser ändern! Der Einfluss von Macht und Wissen auf Veränderungsprozesse“ Schirmherr: Wolfgang Clement, Referenten: Michael Hanfeld, Wolfgang Storz, Klaus F. Zimmermann, Armin Falk, Detlef Müller-Böling
- 2005: „Was von der Arbeit übrig blieb: Beschäftigung, Gerechtigkeit und Standortwettbewerb im Jahr 2020“ Referent Henrik Enderlein
- 2006: „Markt und Staat: Neue Regeln für ein altes Spiel“ Referenten: Hans-Georg Petersen, Ralf Fücks, Mario Ohoven, Michaele Schreyer, Wolfgang Grupp
- 2007: „Rationalität – Gefühl vs. Kalkül: Wie rational handelt der Mensch?“ Referenten: Reinhard Selten, Gebhard Kirchgässner
- 2008: „China und der Westen“ Schirmherr: Konrad Seitz, Referenten: Jörg-Meinhard Rudolph, Kurt Biedenkopf, Eckart von Klaeden
- 2009: „Klimaverträgliche Energieversorgung“ Schirmherr: Sigmar Gabriel
- 2010: „Wa(h)re Bildung – Von der Wissensgesellschaft zur Wissenswirtschaft?“ Schirmherr: Gesine Schwan
- 2011: „Ausgewachsen? – Wachstum im Zeichen der Nachhaltigkeit“ Schirmherr: Hans-Werner Sinn, Referenten: Günter Nooke, Robert von Heusinger
- 2012: „Europa – zur Einheit gezwungen oder zum Glück vereint?“ Referenten: Erik Solheim, Klaus Regling, Phil Murphy, Günter Verheugen
- 2013: „Zukunft der Wirtschaft – Wer bringt Ordnung ins Chaos?“ Schirmherr: Reinhard Selten, Referenten: Michael Kemmer, Hans-Olaf Henkel
- 2014: „[IL]LEGAL? – Grauzonen der Wirtschaft“ Referent: Gregor Gysi
- 2015: „Die digitale Revolution – Ökonomie neu gedacht“ Schirmherr: Alexander Dobrindt, Referenten: Richard David Precht, Daniel Zimmer, Peter Schaar, Hans Eichel
- 2016: „Facetten der Macht – Welche Kräfte treiben unsere Gesellschaft?“ Schirmherrin: Sabine Kunst, Referenten: Shi Mingde, Gerd Billen, Thomas Silberhorn
- 2017: „Soziale Marktwirtschaft 2.0 – Wer trägt die Verantwortung?“ Schirmherrin: Sabine Kunst, Referenten: Lars Feld, Sahra Wagenknecht, Giacomo Corneo
- 2018: „Algorithmen und der Mensch – zwischen Utopie und gesellschaftlichem Risiko“ Schirmherrin: Sabine Kunst
- 2019: „United States of Europe“ – Schirmherrin: Europäisches Parlament – Referenten: Martin Sonneborn, Katarina Barley, Sven Giegold, Daniel Caspary, Nicola Beer, Damian Boeselager, Mark Leonard, Henrik Enderlein, Michael Burda, Marc Pierini, Michael Roth, Philippe Legrain, Jon Henley, Stefanie Bolzen, Stefan Kolev, Agnès Bénassy-Quéré
- 2020: -
- 2021: -
- 2022: „Future of Food“ – Referenten: Tadzio Müller, Ingo Senftleben, Franz-Theo Gottwald, Pia Paust-Lassen, Raphael Fellmer, Alexander Holzknecht, Ferike Thom, Julia Vogt, Monika Schreiner, Renate Künast, Clara Hagedom, Martin Scheele, Stig Tanzmann, Erik S. Reinert, Michael C. Burda, Mark Post, Hermann Lotze-Campen, Mathilde Alexandre, Jan Fritsche
- 2023: „War & Peace – Economics of the Future“: Referenten: Christoph Heusgen, Pia Fuhrhop, Bijan Djir-Sarai, Laslo Jäger, Marcel Fratzscher, Wolfgang Gründinger, Alexander Börsch, Sonja Jost, Beat Balzli, Kathrin Henneberger, Benjamin Schraven, Julia Sandner, Oluwatoyin Adejonwo, Pascal Morgan, Eberhard Sandschneider, Tim Rühlig, Gudrun Wacker
- 2024: „The Wealth-Puzzle: Fair Share or Unfair Divide“ – Referenten: Christian Lindner, Marcel Fratzscher, Anna-Katharina Hornidge, Reint E. Gropp, Jutta Allmendinger, Malte Brinkmann, Rainer Zitelmann, Katja Urbatsch, Dieter Dohmen, Christina Henke, Oliver Ehrentraut, Michael Heuser, Martin Beznoska, Ellen Ehmke, Katina Schubert, Jochen Kluve, Henrik Maihack
- 2025: "Navigieren mit Weitblick: Deutschlands Weg in eine erfolgreiche Zukunft" – Referenten: u. a. Johann Nordhus Westarp, Veronika Grimm, Katharina Günther-Wünsch, Silke Fokken, Mathias Middelberg, Holger Zschäpitz, Tom Nuttall, Carsten Brzeski, Kerstin Maria Rippel, Frederic Speidel

## Kuratorium
- Michael C. Burda
- Ernst-Moritz Lipp
- Roger de Weck
- Stefan Kolev
- Anja Schwerk
- Pascal Morgan
- Christoph Keese
- Michael Rzesnitzek

ehemalige Mitglieder:
- Henrik Enderlein †
- Christian Kirchner †
- Rolf Eckrodt †
- Gerd von Brandenstein †
- Charles B. Blankart †